# Arquitectura cognitiva (teoria)
Una arquitectura cognitiva és alhora una teoria sobre l'estructura de la ment humana i una instanciació computacional d'aquesta teoria utilitzada en els camps de la intel·ligència artificial (IA) i la ciència cognitiva computacional. Aquests models formalitzats es poden utilitzar per refinar encara més les teories integrals de la cognició i servir com a marcs per a programes d'intel·ligència artificial útils. Les arquitectures cognitives d'èxit inclouen ACT-R (control adaptatiu del pensament - racional) i SOAR. La investigació sobre arquitectures cognitives com a instància de programari de teories cognitives va ser iniciada per Allen Newell el 1990.
L'Institut de Tecnologies Creatives defineix una arquitectura cognitiva com una " hipòtesi sobre les estructures fixes que proporcionen una ment, ja sigui en sistemes naturals o artificials, i com funcionen junts, juntament amb el coneixement i les habilitats incorporades a l'arquitectura, per produir un comportament intel·ligent en una diversitat d'entorns complexos".

## Història
Herbert A. Simon, un dels fundadors del camp de la intel·ligència artificial, va afirmar que la tesi de 1960 del seu estudiant Ed Feigenbaum, EPAM proporcionava una possible "arquitectura per a la cognició" perquè incloïa alguns compromisos sobre com funcionava més d'un aspecte fonamental de la ment humana (en el cas de l'EPAM, memòria humana i aprenentatge humà).
John R. Anderson va iniciar la investigació sobre la memòria humana a principis dels anys setanta i la seva tesi de 1973 amb Gordon H. Bower va proporcionar una teoria de la memòria associativa humana. Va incloure més aspectes de la seva investigació sobre la memòria a llarg termini i els processos de pensament en aquesta investigació i finalment va dissenyar una arquitectura cognitiva que va anomenar ACT. Ell i els seus estudiants es van veure influenciats per l'ús que va fer Allen Newell del terme "arquitectura cognitiva". El laboratori d'Anderson va utilitzar el terme per referir-se a la teoria ACT tal com es plasma en una col·lecció de documents i dissenys. (En aquell moment no hi havia una implementació completa d'ACT.)
L'any 1983 John R. Anderson va publicar el treball fonamental en aquesta àrea, titulat The Architecture of Cognition.  Es pot distingir entre la teoria de la cognició i la implementació de la teoria. La teoria de la cognició esbossava l'estructura de les diferents parts de la ment i es comprometia amb l'ús de regles, xarxes associatives i altres aspectes. L'arquitectura cognitiva implementa la teoria en ordinadors. El programari utilitzat per implementar les arquitectures cognitives també es va anomenar "arquitectures cognitives". Així, una arquitectura cognitiva també pot referir-se a un pla per a agents intel·ligents. Proposa processos computacionals (artificials) que actuen com determinats sistemes cognitius. Molt sovint, aquests processos es basen en la cognició humana, però també poden ser adequats altres sistemes intel·ligents. Les arquitectures cognitives formen un subconjunt d'arquitectures d'agents generals. El terme "arquitectura" implica un enfocament que intenta modelar no només el comportament, sinó també les propietats estructurals del sistema modelat.

## Distincions
Les arquitectures cognitives poden ser simbòliques, conexionistes o híbrides. Algunes arquitectures o models cognitius es basen en un conjunt de regles genèriques, com, per exemple, el llenguatge de processament de la informació (per exemple, Soar basat en la teoria unificada de la cognició, o de manera similar ACT-R). Moltes d'aquestes arquitectures es basen en el principi que la cognició és computacional (vegeu computacionalisme). En canvi, el processament subsimbòlic no especifica aquests supòsits a priori, basant-se només en les propietats emergents de les unitats de processament (per exemple, els nodes). Les arquitectures híbrides com CLARION combinen ambdós tipus de processament. Una altra distinció és si l'arquitectura és centralitzada, amb un correlat neuronal d'un processador al nucli, o descentralitzada (distribuïda). La descentralització s'ha popularitzat sota el nom de processament distribuït en paral·lel a mitjans dels anys vuitanta i connectisme, un exemple destacat és la xarxa neuronal. Un altre problema de disseny és, a més, una decisió entre estructura holística i atomística, o (més concretament) estructura modular.
En la IA tradicional, la intel·ligència es programa de dalt a baix. Tot i que un sistema d'aquest tipus pot estar dissenyat per aprendre, el programador en última instància ha d'imbuir-lo de la seva pròpia intel·ligència. La computació d'inspiració biològica, en canvi, adopta un enfocament més descentralitzat i de baix a dalt; les tècniques d'inspiració biològica sovint impliquen el mètode d'especificar un conjunt de regles genèriques simples o un conjunt de nodes simples, de la interacció dels quals emergeix el comportament general. S'espera augmentar la complexitat fins que el resultat final sigui quelcom marcadament complex (vegeu sistemes complexos). Tanmateix, també es pot argumentar que els sistemes dissenyats de dalt a baix sobre la base d'observacions del que poden fer els humans i altres animals, en lloc d'observacions dels mecanismes cerebrals, també estan inspirats biològicament, tot i que d'una manera diferent.